# Africoribates maximus
Africoribates maximus är en kvalsterart som beskrevs av Sandór Mahunka 1984. Africoribates maximus ingår i släktet Africoribates och familjen Humerobatidae. Inga underarter finns listade i Catalogue of Life.